# Dorothy Tiffany Burlingham
Dorothy Tiffany Burlingham geb. Dorothy Trimble Tiffany (* 11. Oktober 1891 in New York City; † 19. November 1979 in London) war eine US-amerikanische Kinderpsychoanalytikerin und Pädagogin. Sie verband eine lebenslange Freundschaft und Partnerschaft mit der Kinderpsychoanalytikerin Anna Freud. Bekannt wurde sie durch ihre Zusammenarbeit mit Freud über die Kinderanalyse. Während der 1960er und 1970er Jahre leitete sie die Research Group on the Study of Blind Children an der Hampstead Clinic in London. Ihr 1979 im Jahresbericht der Psychoanalytic Study of the Child erschienener Artikel To be blind in a sighted world (dt.: Über das Blindsein in einer sehenden Welt) über blinde Kleinkinder gilt als Meilenstein der empathischen wissenschaftlichen Beobachtung.
Dorothy Tiffany Burlingham ist die Tochter des Künstlers Louis Comfort Tiffany und die Enkelin von Charles Lewis Tiffany, dem Gründer von Tiffany & Co.

## Leben

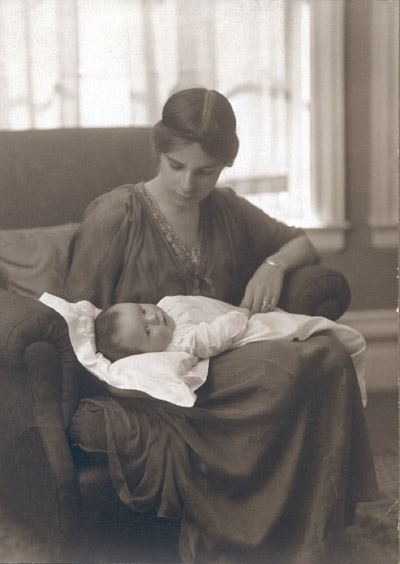
Dorothy Burlingham mit Robert (1915)

Dorothy Trimble Tiffany wuchs als Tochter des Juweliers und Glaskünstlers Louis Comfort Tiffany und dessen Ehefrau Mary Woodbridge Goddard in New York auf. Am 24. September 1914 heiratete sie in Cold Spring Harbor, Long Island den New Yorker Chirurgen und Harvard-Absolventen Dr. Robert Burlingham (1888–1938), von dem sie vier Kinder bekam; jedoch trennte sich das Paar 1921 aufgrund der bipolaren Störung ihres Ehemannes, der an manisch-depressiven Zuständen litt und später schließlich Selbstmord beging. Burlingham musste ihre vier Kinder allein aufziehen. Eines ihrer Kinder, ihr Sohn Bob, entwickelte eine Hauterkrankung, die als psychosomatischen Ursprungs diagnostiziert wurde. Die Erkrankung fiel in eine Zeit, in der das neue Gebiet der Psychoanalyse in Europa und den Vereinigten Staaten stärker bekannt wurde.
Durch die Hoffnung auf eine psychoanalytische Genesung ihres Sohnes veranlasst, zog Burlingham 1925 mit ihren vier Kindern nach Wien. Sie begann bald darauf eine Analyse bei Theodor Reik und traf die zu der Zeit schon als Kinderanalytikerin tätige Anna Freud, die anschließend alle vier Burlingham-Kinder als ihre Patienten annahm. Infolge der Behandlung verschwand auch bald die Hauterkrankung des Sohnes. Aufgrund dieser Ereignisse entschied sich Dorothy Burlingham, selbst Laienanalytikerin zu werden und als Vorbereitung dessen eine vollständige Analyse bei Sigmund Freud durchzuführen, obwohl sie mittlerweile seiner Tochter persönlich nahestand.
1970 starb ihr Sohn Robert jr., den Dorothy in seiner Jugend von Anna Freud behandeln ließ, an den Folgen übermäßigen Alkoholkonsums. Ihre Tochter Mabbie, die ebenfalls von Anna Freud behandelt wurde, kam 1973 nach London und verstarb in Anna Freuds Haus an den Folgen einer Überdosis Schlafmittel. In einem Interview sagte Dorothys Enkel und Sohn von Robert jr., Michael Burlingham: „[mit dem Ort des Suizids] wurde ein sehr klares Signal gesetzt. Ein Suizid ist immer auch eine politisierte Aussage, und dass [Mabbie] sich das Haus von Sigmund Freud dafür ausgesucht hatte und nicht ihre eigene Wohnung, war unzweifelhaft als deutliche Aussage zu verstehen“.

## Werk
Dorothy Tiffany Burlingham zog 1938 gemeinsam mit den Freuds nach London, die vor dem Antisemitismus der Nationalsozialisten flohen. Nach dem Tod Sigmund Freuds im darauffolgenden Jahr ließ sie sich in 2 Maresfield Gardens nieder, in der Nähe von Anna Freud, die in 20 Maresfield Gardens lebte. Ein Jahr später zog sie in das Freudsche Familienhaus ein, wo sie bis zu ihrem Tod lebte. Die beiden Frauen, die über die nächsten vierzig Jahre eine Partnerschaft führten, gründeten während des Zweiten Weltkriegs die Hampstead War Nurseries, ein Heim für Kriegskinder und Kriegswaisen. Ihre gemeinsame Arbeit dort führte sie zur Veröffentlichung von Infants Without Families (dt.: Familienlose Kleinkinder) im Jahre 1943. Beide gründeten 1951, gemeinsam mit Helen Ross, die Hampstead-Klinik, ein Zentrum, das „sich aufmachte, Therapie und Unterstützung für Familien bereitzustellen, geistig gestörte und behinderte Kinder zu behandeln, unabhängig von ihren Problemen, ihrem sozialen Hintergrund oder Vergangenheit, und gleichzeitig angehenden Analytikern eine möglichst ausgewogene und vielfältige Ausbildung anzubieten.“ Dorothy Tiffany Burlingham und Anna Freud arbeiteten beide bis zum Ruhestand an der Hampstead-Klinik.
Dorothy Tiffany Burlingham starb im Jahre 1979 in London. Ihre sterblichen Überreste ruhen im Golders Green Crematorium in London neben denen von Anna Freud (die 1982 starb) und anderen der Freud’schen Familie, einschließlich Sigmund Freud.

## Publikationen
- Dorothy Burlingham, Aus d. Amerikan. von Anna Freud u. Linde Salber: Labyrinth Kindheit: Beiträge zur Psychoanalyse des Kindes. Hrsg.: Linde Salber. Fischer-Taschenbuch-Verlag, 1989, ISBN 3-596-42256-6.
- Dorothy Burlingham, Anna Freud: Heimatlose Kinder. Zur Anwendung psychoanalyt. Wissens auf d. Kindererziehung. Fischer-Taschenbuch-Verlag, 1982, ISBN 3-596-27314-5.
- Dorothy Burlingham, Anna Freud: Anstaltskinder. (ca. 1970).
- Dorothy Burlingham, Anna Freud: Kriegskinder. Jahresbericht d. Kriegskinderheims Hampstead Nurseries. Imago Publishing Co., 1949.